# Клаудзетто
Клаудзе́тто (итал. Clauzetto) — коммуна в Италии, располагается в регионе Фриули-Венеция-Джулия, в провинции Порденоне.
Население составляет 394 человека (2008 г.), плотность населения составляет 16 чел./км². Занимает площадь 27 км². Почтовый индекс — 33090. Телефонный код — 0427.
Покровителями коммуны почитаются святой апостол Иаков Старший, празднование 25 июля, и святитель Мартин Турский.

## Демография
Динамика населения:

## Администрация коммуны
- Официальный сайт: http://www.comune.clauzetto.pn.it/ Архивная копия от 12 января 2010 на Wayback Machine